# Rescue Me
«Rescue Me» (Врятуй мене) — сингл поп-панк гурту Zebrahead, виданий 2004 року. До пісні був відзнятий відеокліп. Було видано 3 версії синглу з трьома різними обкладинками.

## Трек-лист
Фан-клуб CD
- 01. Rescue Me
- 02. Outcast
- 03. Check (Live Seattle 2002)
- 04. Save Me (Early Demo Version of Rescue Me)

Японська версія
01. Rescue Me
Американська версія
1. Rescue Me

## Відеокліп
Відео до пісні «Rescue Me» було представлене 2004 року, як концертний запис, що має певну схожість з синглом «Into You».